# Södra Torsborg
Södra Torsborg är en bebyggelse vid östra stranden av Skofjärden i Haga socken i Sigtuna kommun. Från 2015 avgränsar SCB här en småort.